# Paul Peuker
Paul Peuker (* 12. Dezember 1987 in Freiberg) ist ein deutscher Jazzmusiker (Gitarre, auch Piano, Komposition).

## Wirken
Peuker entdeckte die Gitarre als junger Teenager für sich und wurde zunächst inspiriert durch Led Zeppelin und Pink Floyd. Er studierte von 2007 bis 2013 an der Hochschule für Musik Carl Maria von Weber Dresden zunächst Jazzgitarre, um dann einen Master in Komposition zu absolvieren.
Peuker lebt heute in Berlin. Er leitet seine eigenen Ensembles Axiom und Peuker8; daneben arbeitet er als Sideman in mehreren Ensembles, aber auch im kollaborativen Improvisations-Trio Das Eismeer. Er komponiert für verschiedene Besetzungen vom Streichtrio über Bigband (Berlin Jazz Composers Orchestra, JugendJazzOrchester Sachsen: Three Atmospheres) bis hin zu Schauspielmusiken. Bisher hat er sieben Alben unter eigenem Namen veröffentlicht. Er ist auch auf Alben von Mara von Ferne zu hören.

## Diskographische Hinweise
- Peuker8: Sender (WhyPlayJazz 2022, mit Marius Moritz, Mark Weschenfelder, Alina Gropper, Filip Sommer, Elisabeth Coudoux, Tobias Fröhlich, Florian Lauer)
- Das Eismeer: Live im Sowieso Neukölln (Slowing 2020, mit Marius Moritz, Leon Griese)
- Peuker8: Radiance (WhyPlayJazz 2019, mit Marius Moritz, Mark Weschenfelder, Alina Gropper, Filip Sommer, Elisabeth Coudoux, Eugen Rolnik, Florian Lauer sowie Konstantin Ingenpaß)[3]
- Peuker8_ Influx (WhyPlayJazz 2018, mit Clemens Christian Pötzsch, Mark Weschenfelder, Alina Gropper, Filip Sommer, Elisabeth Coudoux, Eugen Rolnik, Florian Lauer sowie Sissi Rada)
- Peuker8: Resound (Nabel 2014)
- Peuker: Lauer: Rolnik: Axiom: Nimiq (Nabel 2013)
- Peuker: Lauer: Rolnik: Axiom: Anik (Nabel 2011)